# 맥쿼리대학교역
맥쿼리대학교역은 매쿼리 대학교 내부에 위치해 있는 오스트레일리아의 철도역이다.

## 연혁
- 2009년: 시티레일 역으로 개통
- 2019년 5월 26일: 지하철 역으로 재개통